# Eckart Flemming
Eckart Flemming (* 7. September 1929 in Königsberg; † 23. März 2005 in Freiberg) war ein deutscher Ingenieur und Hochschullehrer.

## Leben
Eckart Flemming legte 1950 an der Thomasschule zu Leipzig das Abitur ab. Im VEB Elektrochemisches Kombinat Bitterfeld ließ er sich anschließend zum Former ausbilden. Von 1952 bis 1957 studierte er Gießereiwesen an der Bergakademie Freiberg.
Er arbeitete ein reichliches Jahr lang in Bitterfeld und ging Anfang 1959 zurück an die Bergakademie, wo er eine Stelle als wissenschaftlicher Mitarbeiter der Hauptabteilung Fernstudium antrat. 1965 promovierte er zum Dr.-Ing. Ab Juli 1966 wirkte er am Gießerei-Institut der Bergakademie. Nach der Dritten Hochschulreform der DDR im Jahr 1968 wurde er Leiter des Versuchsfeldes Gießereitechnik der neu gegründeten Sektion Metallurgie und Werkstofftechnik. 1970 erhielt er die Lehrbefähigung für das Fachgebiet Formstoffe. Über zehn Jahre lang war er Lektor und Leiter der Lehrgruppe Formstoffe. Am 19. Januar 1982 legte er die Promotion B ab und wurde zum außerordentlichen Dozenten berufen.
Im Jahr 1991 wurde ihm für die Promotion B der akademische Grad Dr.-Ing. habil. verliehen, im gleichen Jahr wurde Prodekan am Fachbereich Metallurgie und Werkstofftechnik. Am 1. Juni 1992 wurde er zum Professor für Gießereitechnik/Formgebung berufen, gleichzeitig übernahm er die Leitung des wieder gegründeten Gießerei-Institutes. 1995 wurde er emeritiert.
Eckart Flemming starb 2005 in Freiberg. Sein Grab befindet sich auf dem Donatsfriedhof.

## Veröffentlichungen (Auswahl)
- Untersuchungen über den Eigenspannungszustand in Gußkörpern, Dissertation, 1965
- Beitrag zur Erhöhung der Gußstückqualität und einer verbesserten materialökonomischen Verwendung von Gießereiformstoffen : dargestellt am Beispiel einer sortiments- und verfahrensbezogenen Qualitätsbeurteilung und Kontrolle von Quarzsanden und Bindetonen (Dissertation B, 1981)
- Formstoffe und Formverfahren, 1993
- Innovative Prozesstechnologien bei der Gussteilfertigung (1994)

## Ehrungen
- Aktivist (1951, 1969, 1973, 1983, 1989)
- Medaille für ausgezeichnete Leistungen (1966)
- Ehrennadel der Kammer der Technik in Bronze (1973)
- Ehrennadel der Kammer der Technik in Silber (1976)
- Ehrennadel der Kammer der Technik in Gold (1979)
- Bernhard-Osann-Medaille (1992)
- Universitätsmedaille der TU Bergakademie Freiberg (2003)[2]